# Guvernoratul Asyut
Guvernoratul Asyut (în arabă أسيوط) este o unitate administrativă de gradul I, situată  în  partea de centrala a Egiptului. Reședința sa este orașul Asyut.